# Saint-Jean-de-la-Porte
Saint-Jean-de-la-Porte település Franciaországban, Savoie megyében. Lakosainak száma 977 fő (2022. január 1.). Saint-Jean-de-la-Porte Aillon-le-Jeune, Châteauneuf, Coise-Saint-Jean-Pied-Gauthier, Cruet, Saint-Pierre-d’Albigny, Sainte-Reine és La Thuile községekkel határos.

## Népesség
A település népessége az elmúlt években az alábbi módon változott:
| Lakosok száma | 886  | 902  | 1001 | 937  | 955  | 956  | 963  | 964  | 977  |
|               | 2013 | 2015 | 2016 | 2017 | 2018 | 2019 | 2020 | 2021 | 2022 |